# Студије инвалидности
Студије инвалидности су академска дисциплина која испитује природу и последице инвалидитета. У почетку су се усредсредиле на раздвајање појмова „оштећење” и „инвалидитет”; оштећење се односило на ум или тело појединца, док се инвалидитет сматрао друштвеним конструктом. Та премиса је створила два различита модела инвалидности — медицински и друштвени модел. Друштвени модел је 1999. универзално прихваћен као модел који дисциплина преферира. Међутим, последњих година је оспорена дистинкција друштвеног и медицинског модела. Осим тога, студије се све више усмерују ка интердисциплинарном истраживању.
Курсеви студија инвалидности обухватају знања из историје инвалидности, теорије, законодавства, политике, етике и уметности. Међутим, за студенте су посебно наглашена проживљена искуства појединаца с инвалидитетом у практичном смислу. Дисциплина настоји да особама с инвалидитетом повећа приступ грађанским правима. Циљ је и побољшање квалитета њиховог живота.
Студије инвалидности су се појавиле осамдесетих година 20. века у Сједињеним Америчким Државама, Уједињеном Краљевству и Канади. Године 1986. Одсек за проучавање хроничних болести, оштећења и инвалидности Удружења друштвених наука преименован је у Друштво за студије инвалидности. Први амерички програм студија појавио се 1994. на Универзитету у Сиракјусу. Прво издање збирке Disabilities Studies Reader, једне од првих збирки академских радова у вези са студијама инвалидности, објављено је 1997. године. Дисциплина се брзо развијала у наредних десет година.
Студије инвалидности су се из различитих аспеката такође спроводиле у другим земљама, попут Немачке и Норвешке.
Године 2017. појавио се први програм студија приступачности, варијанте студија инвалидности, на Универзитету у централном Вашингтону. Општа образовна база знања тог програма јесте интердисциплинарни фокус на социјалну правду, универзални дизајн и међународне смернице за приступачност веба (WAG3).